# Dongola ló

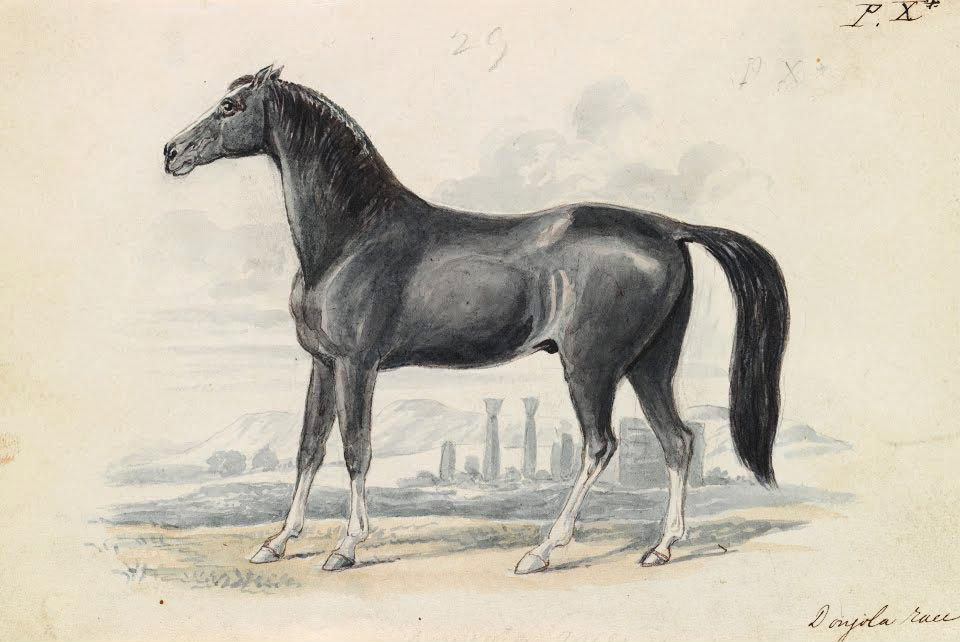
Dongola, akvarell tollal és tintával, Charles Hamilton Smith, 1837

A Dongola vagy Dongolavi egy afrikai, lovaglásra alkalmas lófajta. Túlnyomórészt berber típusú, bár a múltban érhette némi arab hatás is. Szudán Dongola tartományából származik, amelyről a nevét kapta. Kelet-Afrikában Szudán északi részén és Eritrea nyugati részén elterjedt; több nyugat-afrikai országban, köztük Kamerunban, Csádban és a Közép-afrikai Köztársaságban is jelen van. Számos nyugat-afrikai lófajta vagy típus származik belőle; ezek altípusokként, vagy különálló fajtaként szerepelhetnek.

## Történelem
A Dongola különböző változatai a következők:
- A nyugat-afrikai Dongola Kamerunban és a Közép-afrikai Köztársaságban, általában sötét vagy fekete, a lábakon és néha a hasán kiterjedt fehér jegyekkel.[3]
- A Bahr-el-Ghazal: Csád Bahr-el-Ghazal régiójából, amely körülbelül 148-152 cm magas, súlya körülbelül 350-400 kg, általában sötét színű, a lábakon és néha a hasán kiterjedt fehér jegyekkel.[4] Krédának vagy Ganastonnak is nevezik[5]
- Bornu északkelet - Nigériában,[6]
- Hausza Nigéria északi részén és Niger egyes részein.[6]

Számos helyi nyugat-afrikai fajta vagy típus a Dongola és a berber keveredéséből származik; ezeket a berber vagy a Dongola altípusainak lehet tekinteni, vagy különálló fajtákként feltüntetni. Ezek a következők:
- Burkina Fasóban a Moszi és az ország északi részén a Jagha (yagha) vagy Liptakó.
- Maliban a Bandiagara vagy Gondó egy 150-152 cm-es könnyű ló, általában sötét pej vagy szürke, valamint a Songhaq vagy Songhoï[7]
- Niger középső részén a Djerma, egy könnyű, sötét színű ló.
- Nigériában a nigériai, amely körülbelül 142-147 cm magas, lovaglásra, könnyebb terhek vontatására és csapatmunkára használják.

## Jellemzők
A Dongola általában konvex profilú.

## Fordítás
Ez a szócikk részben vagy egészben  a   Dongola horse című angol Wikipédia-szócikk ezen változatának fordításán alapul.  Az eredeti cikk szerkesztőit annak laptörténete sorolja fel. Ez a jelzés csupán a megfogalmazás eredetét és a szerzői jogokat jelzi, nem szolgál a cikkben szereplő információk forrásmegjelöléseként.